# Jeffery Davis
Jeffery Davis (* 1981 in Kanada) ist ein kanadischer Vibraphonist und Komponist, der in Portugal lebt und sowohl im Bereich des Jazz als auch der Neuen Musik tätig ist.

## Leben
Davis wuchs seit 1985 in Portugal auf. Er erhielt sehr früh Musikunterricht und konzentrierte sich auf das Schlagwerk. Seine Ausbildung wurde auf dem Konservatorium Calouste Gulbenkian in Aveiro und auf der Escola Profissional de Música de Espinho vertieft, wo er in verschiedenen Ensembles spielte und auch als Solist das Concerto para Marimba e Orquestra des Komponisten Ney Rosauro beim Festival junger Musiker in Murcia aufführte. Mitte der 1990er Jahre wurde er zum Schlagwerk-Studium an der Escola Superior de Música e Artes do Espectáculo in Porto aufgenommen, wo er auch einen Meisterkurs bei dem Perkussionisten Steven Schick absolvierte und Mitglied der Drumming Grupo de Percussão wurde. Mit der Drumming Grupo de Percussão  gab er Konzerte in Europa und spielte Uraufführungen von Werken von Mário Laginha, João Pedro Oliveira, Emmanuel Nunes, Carlos Azevedo, Jesús Torres und Emmanuel Séjourné.
1998 besuchte Davis den Sommerkurs des Berklee College of Music in den USA, wo ihn Gary Burton, Ed Saindon, Dave Samuels und Victor Mendoza betreuten. 2002 gewann er den ersten Preis beim Concours International de Jazz in Paris, was mit einem Stipendium zum Besuch des Berklee College verbunden war. Zwischen 2003 und 2006 studierte er im Master-Studiengang Jazz Performance Vibraphon am Berklee College in Boston, den er im Mai 2006 mit Summa cum laude abschloss. Er gewann zahlreiche Auszeichnungen in Berklee und wurde zudem von der International Association for Jazz Education für Outstanding Musicianship ausgezeichnet. In den Vereinigten Staaten hatte er die Gelegenheit, mit Musikern wie Hal Crook, Joe Lovano, Gary Burton, Dave Liebman, Dave Samuels, Phil Wilson, Terence Blanchard, Michel Camilo, Steve Swallow, Bob Mintzer, Roswell Rudd oder Brian Baker aufzutreten.
Nach seiner Rückkehr arbeitete Davis mit Musikern wie Myron Walden, Darren Barrett, Anders Christensen, Marc Miralta, André Fernandes, Óscar Marcelino da Graça, Demian Cabaud, Federico Casagrande oder Nelson Cascais. 2009 ist sein erstes Album als Leader, Haunted Gardens, erschienen. Er hat mehrere Werke uraufgeführt, die exklusiv für ihn und für diese Gruppen geschrieben wurden, von Komponisten wie Andreia Pinto Correia, Filipe Vieira, Paulo Perfect, Oscar Grace, Nuno Costa und Daniel Bernardes. Er hat auf Jazzfestivals in Portugal sowie in mehreren europäischen Ländern konzertiert. Er gab Solokonzerte mit einem für ihn selbst geschriebenen Repertoire und auch mit improvisierter Musik. Mit dem Ensemble Drumming do Porto führte er Werke von Max Roach auf. Im Bereich der Klassik schrieb er Musik für Kinetix Duo, flux Ensemble, XL Trio, Drumming Grupo de Percussão; Quad Quartet, Romeu Costa und Pedro Carneiro.
Als Hochschullehrer an der Escola Superior de Musica in Lissabon und an der Escola Superior de Música e Artes do Espectaculo in Porto beschäftigte er sich intensiv mit der Übertragung von Jazz auf das Vibraphon.

## Diskographische Hinweise
- Haunted Gardens (2009)
- Federico Casagrande: The Ancient Battle of the Invisible (CAM Jazz 2012, mit Simon Tailleu, Gautier Garrigue)
- Daniel Bernardes & Drumming GP:[2] Liturgy of the Birds – In Memoriam Olivier Messiaen (Clean Feed Records 2019, mit Miquel Bernat, João Dias, Pedro Góis, António Augusto Aguiar, Mário Costa)[3]
- For Mad People Only (Porto Jazz, 2019, mit José Soares, Óscar Marcelino da Graça, Francisco Brito, Marcos Cavaleiro)[4]